# Давка в Шанхае (2014)
Давка в Шанхае произошла 31 декабря 2014 года около 23:35. В ходе неё погибли 36 человек, ещё 49 получили ранения, из них 13 — серьёзные. Трагедия произошла неподалёку от площади Чэня И на набережной Вайтань, где в рамках празднования нового года собралось около 300 тысяч человек. По состоянию на третье января, девять пострадавших находились в тяжёлом состоянии.

## Причина
По сообщениям средств массовой информации, давка началась, когда с верхних этажей одного из высотных зданий люди начали бросать в толпу купоны, похожие на американские доллары, с надписью «Счастливого 2015 года», однако позднее полиция сообщила, что к моменту выбрасывания купонов давка уже началась, и за ними бросились лишь несколько человек. По сообщению агентства «Рейтер», выбрасывание «купюр» было организовано одним из ресторанов в рамках празднования; на них было напечатано название заведения. Утром 1 января ресторан был закрыт, поэтому получить комментарии со стороны его администрации не удалось.

## Пострадавшие
Большинство пострадавших составили женщины от 16 до 36 лет. Среди пострадавших оказались три гражданина Тайваня и один гражданин Малайзии.

## Реакция

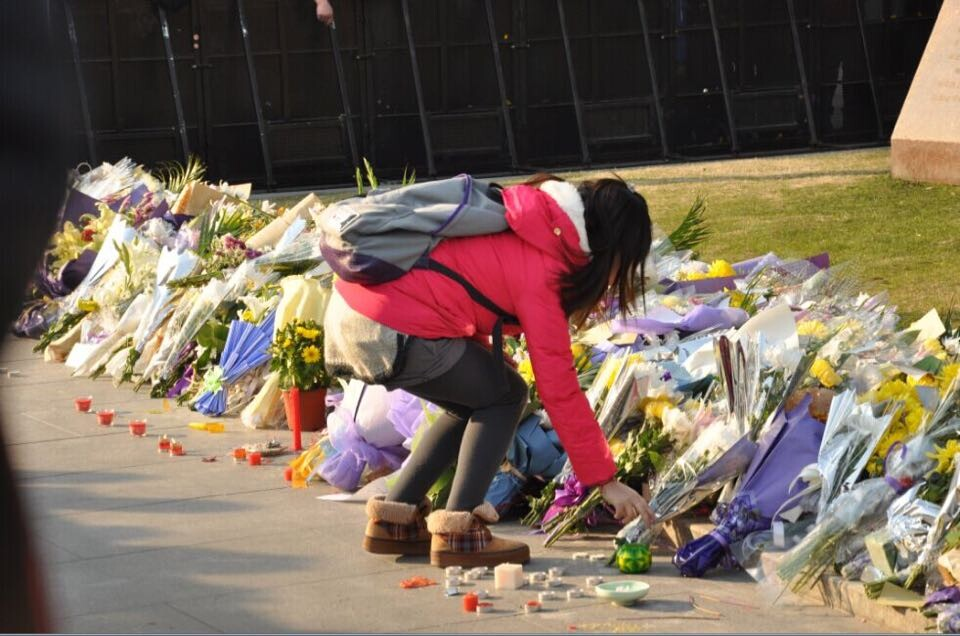
Возложение венков на набережной

Лидер КНР Си Цзиньпин призвал к скорейшему расследованию инцидента. В связи с трагедией власти Шанхая отменили запланированное на вечер световое шоу из соображений безопасности. Утром того же дня на набережной прошёл траур по погибшим.